# Yohannes Haile-Selassie
Yohannes Haile-Selassie (Adigrat, 23 de febrero de 1961) es un paleoantropólogo etíope. Considerado una autoridad sobre homínidos pre-Homo sapiens, ha centrado sus investigaciones fundamentalmente en el Gran Valle del Rift y los valles del Awash medio en África oriental.
Comenzó su educación en la Universidad de Adís Abeba en Adís Abeba, donde se graduó en Historia en el verano de 1982. Su primer trabajo fue en el Museo Nacional de Etiopía en Adís Abeba.
Su formación predoctoral se inició en la Universidad de California en Berkeley, bajo la supervisión de Tim White. Allí obtuvo un máster en Antropología en 1995 y se doctoró en Biología Integrativa en 2001. Desde 2002 es conservador y director del Departamento de Antropología Física del Museo de historia natural de Cleveland en Cleveland, Ohio. Es además profesor adjunto de Antropología y Anatomía en la Universidad Case Western Reserve. 
Yohannes es famoso en el campo de la Paleoantropología por su gran habilidad para descubrir fósiles, un auténtico don que demostró por primera vez durante una expedición (del Proyecto Medio Awash, dirigido por Tim White) realizada en 1990. Yohannes ha jugado un papel decisivo en el descubrimiento de los ejemplares tipo de Australopithecus garhi y de Ardipithecus kadabba, ambos descubiertos en 1997, y también en el hallazgo de restos fósiles de Ardipithecus ramidus, Australopithecus afarensis y de varias especies de Homo, entre las que se incluyen Homo erectus y Homo sapiens. Entre 2004 y 2007, participó en excavaciones en el woreda Mille de la región de Afar de Etiopía (el proyecto Woranso-Mille).
Las investigaciones realizadas por Yohannes han sido financiadas principalmente por la Fundación Leakey . Ha publicado algunos de sus trabajos en el American Journal of Physical Anthropology.